# Torre IBM
La Torre IBM es un edificio de oficinas de estilo moderno que forma parte del conjunto Catalinas Norte, en el barrio de Retiro, en Buenos Aires, Argentina.
A fines de la década de 1960, IBM Argentina había adquirido uno de los terrenos en el nuevo proyecto de la Municipalidad de Buenos Aires llamado Catalinas Norte, en donde se construirían ocho modernas torres de oficinas en un gran espacio antiguamente ocupado por una empresa portuaria de fines del siglo XIX, y más tarde por el parque de diversiones Parque Japonés o Parque Retiro. En un primer momento, IBM llamó a un concurso de proyectos para su nuevo edificio, ganado por la propuesta de los arquitectos Manteola, Petchersky, Sánchez Gómez, Santos, Solsona y Viñoly, un diseño osado de 17 pisos y casi 120 metros de altura que ostentaba una estructura externa de hormigón armado. Sin embargo, este primer proyecto no fue concretado.

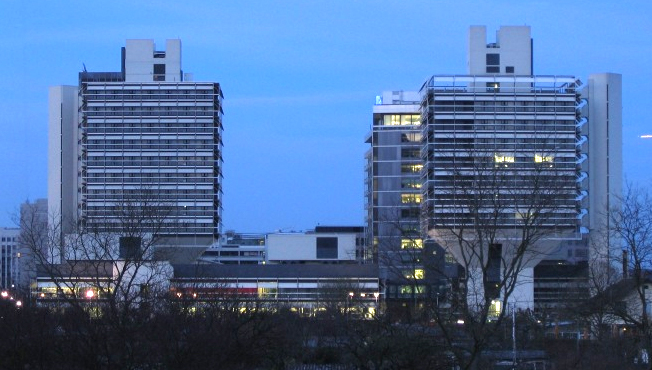
Los edificios de Olivetti en Fráncfort

La Torre IBM finalmente fue diseñada de nuevo en 1978 por el Estudio Mario Roberto Álvarez y Asociados, y puede notarse en ella una similitud fuerte con los Edificios Olivetti (1972, de Egor Eiermann) en Fráncfort del Meno, Alemania, especialmente por el hecho de basarse en un apeo estructural. A pesar de la similitud, Álvarez ya había utilizado este tipo de diseño para la sucursal en Quilmes del Banco de Avellaneda (1958).
El edificio de IBM Argentina se inauguró en 1983, para alojar la sede central de la empresa en Argentina y fue el más nuevo del conjunto Catalinas Norte hasta la construcción de las torres Catalinas Plaza y Alem Plaza en 1995.

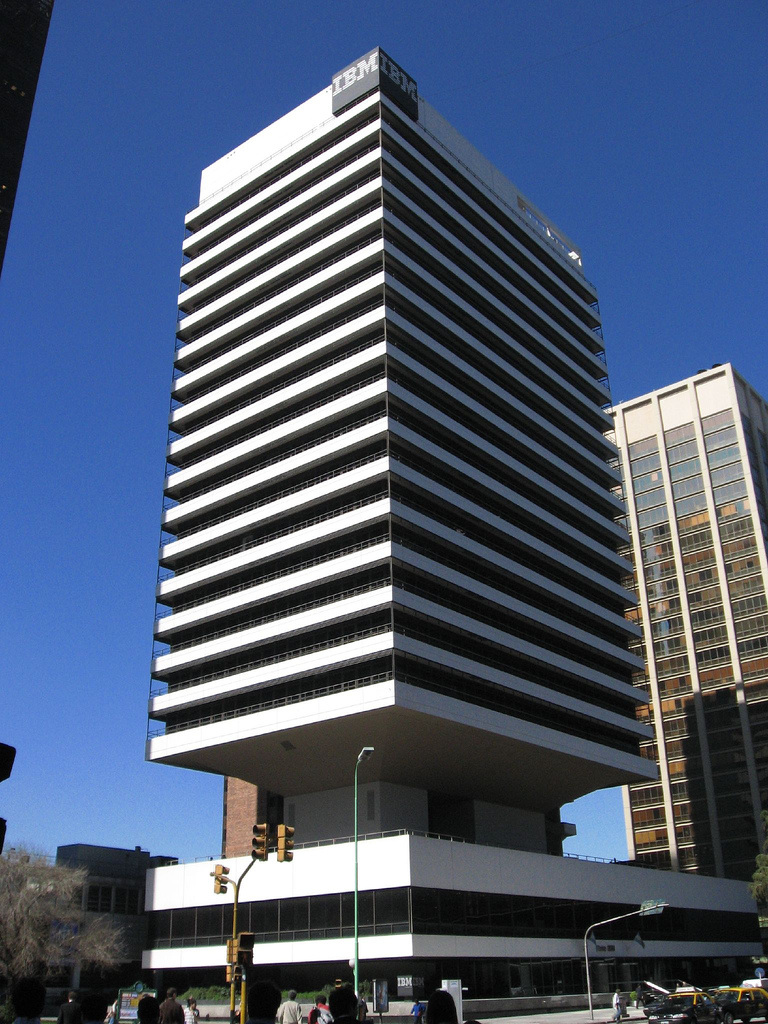
Otra vista

Está compuesto por tres subsuelos (cocheras, depósitos y salas de máquinas), un basamento de planta baja y un piso, y una torre de dieciséis pisos de oficinas y una sala de máquinas en el último nivel (azotea). En cuanto a su diseño general, el arquitecto Álvarez explicó en su momento que había desechado realizar todas las fachadas en muro cortina de vidrio (como ocurre en las demás torres de Catalinas), porque ese formato estaba ya agotado por cuestiones ecológicas y de economía de energía. Además, buscando generar plantas libres aprovechables al máximo, se evitaron las columnas interiores, y se intentó lograr la máxima entrada de luz natural a los ambientes. Por último, las fachadas poseen aleros perimetrales con parasoles, que además sirven como rutas de escape hacia escaleras de emergencia exteriores, en caso de incendio o incidentes.